# Ҳ (слово ћирилице)
Ҳ ҳ (Ҳ ҳ; укосо: Ҳ ҳ) је слово ћириличног писма. Зове се Кх са силазницом. Његов облик потиче од ћириличног слова Х (Х х) са додатом силазницом на десној нози.

## Коришћење
Кх са силазницом се користи у следећим језицима:
| Језик              | Изговор | Место у азбуци | Романизација | Споредне информације                                                                       |
| ------------------ | ------- | -------------- | ------------ | ------------------------------------------------------------------------------------------ |
| Абхаски језик      |         | 40.            | h            |                                                                                            |
| Ителменски језик   |         | 39.            | h            |                                                                                            |
| Каракалпачки језик |         | 31.            | h            |                                                                                            |
| Таџички језик      |         | 28.            | h            |                                                                                            |
| Узбечки језик      |         | последње       | h            | до 1992. године, када је представљено латинично писмо, које је убрзо замијенило ћирилично. |

## Рачунарски кодови
У Unicode-у, ово слово се зове [CYRILLIC LETTER HA WITH DESCENDER].
| Знак                      | Ҳ                                         | Ҳ                                         | ҳ                                       | ҳ                                       |
| ------------------------- | ----------------------------------------- | ----------------------------------------- | --------------------------------------- | --------------------------------------- |
| Назив у Уникоду           | CYRILLIC CAPITAL LETTER HA WITH DESCENDER | CYRILLIC CAPITAL LETTER HA WITH DESCENDER | CYRILLIC SMALL LETTER HA WITH DESCENDER | CYRILLIC SMALL LETTER HA WITH DESCENDER |
| Врста кодирања            | децимална                                 | хексадецимална                            | децимална                               | хексадецимална                          |
| Уникод                    | 1202                                      | U+04B2                                    | 1203                                    | U+04B3                                  |
| UTF-8                     | 210 178                                   | D2 B2                                     | 210 179                                 | D2 B3                                   |
| Нумеричка референца знака | &#1202;                                   | &#x4B2;                                   | &#1203;                                 | &#x4B3;                                 |

## Слична слова
• Ӻ ӻ : Ћириличко слово Г са потезом и куком.
• Ғ ғ : Ћириличко слово Гх.
• Х х : Ћириличко слово Х
• Һ һ : Ћириличко слово Ша
• H h : Латиничко слово H
• G g : Латиничко слово G